# Pierre Lazareff
Pour les articles homonymes, voir Lazareff.
Pierre Lazareff, né le 16 avril 1907 à Paris 9e et mort le 21 avril 1972 à Neuilly-sur-Seine, est un journaliste, patron de presse et producteur d'émissions de télévision français. Il fait partie des principaux producteurs de la populaire émission de télévision d'actualités française Cinq colonnes à la une, diffusée du 9 janvier 1959 jusqu’au 3 mai 1968 sur la RTF Télévision puis sur la Première chaîne de l'ORTF.

## Biographie

### Famille
Pierre Lazareff est le fils d'un émigré russe, David Lazareff (mort en 1941 à Nice), courtier en pierres fines, arrivé à Paris en 1900 et naturalisé français en 1908, et de Marthe Helft (d'origine alsacienne, morte en 1954 à Vevey). Ses parents se marient en novembre 1903 à la synagogue de la rue Buffault et font circoncire leurs trois fils, mais ils ne sont pas pratiquants. C'est après avoir été traité dans la cour de recréation de « sale juif » que Pierre Lazareff apprend de son père qu'il est de confession juive.

### Études
Il grandit dans le 9e arrondissement de Paris et entre à l'école communale mixte de la rue Turgot où il fait sa première rentrée en octobre 1912. Il y a notamment pour camarade Pierre Boileau. Il entre ensuite au collège Chaptal où, bien qu'il soit un cancre, il obtient son certificat d'études. Il préfère la lecture et le cinéma au collège. Il crée son premier journal à 9 ans, destiné à ses cousins et recopié à la main, qu'il intitule Le Journal des Bibis, surnom donné par la famille aux nombreux cousins de sa génération. Rêvant depuis l'enfance de devenir journaliste, projet auquel son père s'oppose, il interviewe pourtant à 14 ans Eugène Silvain, père d'un de ses camarades de collège, et parvient à vendre son article au journal La Rampe qui le publie le 1er juin 1921. Son père l'inscrit au lycée Condorcet, mais il préfère devenir journaliste et se fait embaucher par Raymond Manevy pour tenir la rubrique « Vie sociale » du journal Le Peuple, fondé deux ans plus tôt par la CGT. N'ayant guère fréquenté le lycée, il redouble sa seconde au lycée Rollin où il fait sa rentrée en octobre 1923, mais où il va à peine, son père finissant par céder à son désir de devenir journaliste.
Proche des artistes de l'époque et attiré par le monde du spectacle, il devient secrétaire de Mistinguett, puis attaché à la direction artistique du Moulin Rouge (il s'occupe en 1929 des obsèques de Louise Weber, dite La Goulue), dont il a été proche et a aimé recueillir les souvenirs.

### Débuts dans le journalisme
En 1924, à 17 ans, grâce à une somme de 20 000 francs que lui donne sa mère, il lance son propre hebdomadaire, Illusion, dont le premier abonné n'est nul autre que Ray Ventura, mais qui s'arrête au bout de trois numéros, faute d'argent pour pouvoir payer l'imprimeur. Il travaille ensuite pour une multitude de journaux auxquels il parvient à vendre des articles consacrés pour la plupart au théâtre. En 1925, il se fait embaucher par Paul Gordeaux au Soir où il tient la rubrique théâtrale.
En 1928, remplaçant son ami Paul Achard à Paris-Midi qui ne tire alors plus qu'à 4 000 exemplaires, il fait la connaissance de son propriétaire, l'industriel Jean Prouvost qui lui confie la page « Femme et mode » du journal. Devant le succès des ventes, il en devient chef des informations. En six mois, le tirage passe à 40 000 exemplaires. Il y fait entrer ses amis Joseph Kessel et Charles Gombault, de son vrai nom Charles Weiskopf, ainsi que Roger Vailland.
En 1929, pour se faire un complément de revenus, il sollicite son ami le poète Bloch de Morget, afin qu'il intervienne auprès de Philippe de Rothschild pour avoir une place de secrétaire général du Théâtre Pigalle dont Philippe de Rothschild est le directeur. Ce dernier lui confie le poste. Dans les années suivantes, il est onze fois secrétaire général de théâtre, intéressé aux campagnes publicitaires et travaille dans cinq firmes cinématographiques importantes.

### Directeur de la rédaction deParis-Soir
En 1931, il est nommé par Jean Prouvost directeur de la rédaction de Paris-Soir, titre phare de la presse française de l'époque.
Il mène une campagne de presse contre les bagnes d'enfants grâce aux reportages d’Alexis Danan sur la colonie pénitentiaire pour enfants de Belle-Île.
En 1940, alors qu'éclate la Seconde Guerre mondiale, il part pour New York et rejoint l'Office de l'information de guerre (Office of War Information). On l'envoie à Londres prendre la tête de l'American Broadcasting System in Europe, où il dirige les émissions radiophoniques à destination de l'Europe occupée. Il prend à son service comme lecteur de nouvelles René Lévesque, futur Premier ministre du Québec. En 1944, il publie De Munich à Vichy.

### Reprise deDéfense de la Franceet création deFrance-Soir
La France lui manque et il y revient à la Libération. Il reprend le titre Défense de la France, journal clandestin de la Résistance, et le rebaptise France-Soir, y attirant des journalistes réputés comme Joseph Kessel, Lucien Bodard, Paul Gordeaux ou Henri Amouroux.
Le 7 novembre 1944, le premier numéro de France-Soir parait avec un double titre, France-Soir - Défense de la France. En quelques années, il devient le quotidien le plus vendu en France, tirant à partir de 1953 à un million d'exemplaires par jour avec 7 éditions. Son frère aîné Roger Féral le rejoint à France-Soir tandis que sa femme Hélène Gordon-Lazareff lance de son côté, en 1945, un magazine féminin d'un genre nouveau, Elle, qui servira de modèle à une quantité d'autres publications.

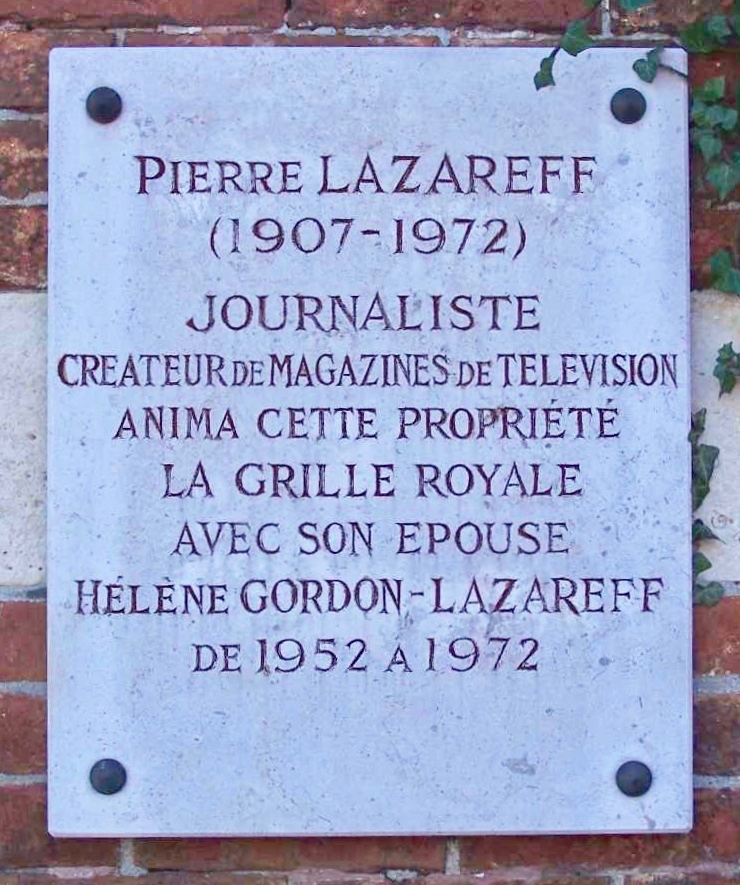
Plaque commémorative de Pierre Lazareff et Hélène Gordon-Lazareff à Louveciennes (Yvelines).

Quand France-Soir est racheté par Hachette en 1949, Lazareff est nommé gérant et directeur général du quotidien avec Paul Gordeaux administrateur puis directeur littéraire. Le journal connait un succès considérable dans les années 1960, atteignant jusqu'à 2 millions d'exemplaires quotidiens en 1970. Pour combler l'absence de quotidiens le dimanche, Lazareff crée Le Journal du dimanche en 1949.
En 1952, le couple Lazareff s’installe au domaine de « La grille royale » à Louveciennes où le déjeuner dominical est fréquenté par le monde politique, artistique et littéraire de l'époque.
En 1956, il est appelé en renfort pour lancer une nouvelle formule de l’hebdomadaire France Dimanche sévèrement concurrencé par Paris Match. En 1960, Jean Prouvost lui confie le lancement d'un nouvel hebdomadaire, Télé 7 jours, qui succède à Télé-60. Tiré d'abord à 320 000 exemplaires, ce magazine dépasse le million d'exemplaires en 1963, puis les 2 millions en 1965 et deviendra dans les années 1980 le plus fort tirage de la presse française.
Résolument anti-gaulliste, il se rallie à la cause gaulliste en 1958 lorsque le général de Gaulle revient au pouvoir.
Durant la guerre d'Algérie, il se fait le défenseur de la liberté de la presse : quand le journaliste Georges Arnaud qui a assisté à une conférence de presse clandestine de Francis Jeanson (réseau de soutien au FLN), refuse de dénoncer ses sources, Pierre Lazareff écrit au président du Tribunal permanent des forces armées de Paris : « S'il m'arrivait demain de savoir qu'un journaliste appartenant à un journal que je dirige avait trahi cette confiance et, par là, notre éthique professionnelle, je considérerais cela comme une grave faute, et je m'en séparerais aussitôt ».

## L'homme de télévision
Les ventes de France-Soir, bien qu' élevées, sont régulièrement orientées à la baisse. Pierre Lazareff fait faire des études : il sait que la télévision et la radio sont en train de bouleverser la presse écrite et choisit de s'investir dans la télévision. Véritable pionnier de l’actualité télévisée, il est le concepteur de la première émission télévisée d’information et de reportages, Cinq colonnes à la une, qu’il produit avec Pierre Desgraupes, Pierre Dumayet et Igor Barrère et dont la première diffusion aura lieu le 9 janvier 1959. Il lui applique pendant près de dix ans les recettes qu’il a employées à France-Soir.

## Anecdote
Comme le rappelle Philippe Bouvard, Il constituera une association (sous forme de boutade) nommée « association des anciens d'HEC », honorant ainsi les cancres, sans diplômes, tout juste issus des « Hautes Études Communales », épaulé par Jean Gabin et le publiciste Marcel Bleustein-Blanchet.

## Vie privée - Mort
En 1928 il se met en couple avec Maria (dite Sylvette) Fillacier, une comédienne de 18 ans son aînée qu'il épouse en mars 1933 pour pouvoir adopter Nina, une fillette qu'il a recueillie en 1932. Après son divorce, il se remarie avec Hélène Gordon. Ils forment un couple dit « libre », l'un et l'autre ayant d'innombrables maîtresses et amants, dont pour Pierre Lazareff : Carmen Tessier, Mag Bodard et l'actrice Claude Génia qu'il rémunère.
Tout en continuant son activité dans la presse écrite, Lazareff aide Mag Bodard, l'épouse de Lucien Bodard avec laquelle il a une liaison, dans son activité de productrice de cinéma. Il lui fait notamment rencontrer Jacques Demy, dont elle produit Les Parapluies de Cherbourg, Les Demoiselles de Rochefort et Peau d'Âne.
Il est le parrain du fils de Brigitte Bardot et du fils de Paul Gordeaux. 
Atteint d'un cancer de la prostate en 1962, lorsqu’il meurt en 1972, le monde de la presse, qui l'a surnommé « Pierrot les bretelles », lui rend un hommage unanime.

## Hommages
Il est inhumé au cimetière du Père-Lachaise (7e division).
Depuis 1988, la place Pierre-Lazareff au centre de la rue Réaumur ainsi que depuis 1994 l'allée Pierre-Lazareff dans le 2e arrondissement de Paris, portent son nom. Toutes deux sont face à l’immeuble historique de France Soir.